# Parafia św. Jadwigi w Dębicy
Parafia pw. Świętej Jadwigi w Dębicy - parafia rzymskokatolicka znajdująca się w diecezji tarnowskiej w dekanacie Dębica Wschód. Erygowana w XIII wieku. Mieści się przy ulicy Świętej Jadwigi.
Obecna bryła kościoła ma charakter neogotycki z zatartymi cechami stylowymi. Zachowane fragmenty prezbiterium kościoła pochodzą z XV wieku. Kościół był wielokrotnie rozbudowywany i przebudowany w latach 1558–1650 i 1705–1721. Był także gruntownie odnawiany po pożarze pod koniec XIX wieku, i po zniszczeniach z okresu II wojny światowej. Od 2023 proboszczem parafii jest ks. dr Paweł Bogaczyk.  